# Žemaitis (1986)
Žemaitis, poprzednio Flyvefisken – litewski okręt patrolowy, uprzednio duński okręt wielozadaniowy, z przełomu XX i XXI wieku. Był pierwszą jednostką typu Flyvefisken (Standard Flex 300), stanowiącego uniwersalne okręty o modułowym wyposażeniu, mogące pełnić zadania uderzeniowe, patrolowe lub niszczyciela min. Wszedł do służby w 1990 roku w Kongelige Danske Marine pod nazwą „Flyvefisken” (numer burtowy P 550). W 2008 roku został przekazany Litewskiej Marynarce Wojennej, w której wszedł do służby jako okręt patrolowy pod nazwą „Žemaitis” (numer burtowy P 11).

## Budowa
„Flyvefisken” był prototypową jednostką typu duńskich wielozadaniowych okrętów programu Standard Flex 300, nazwanego od niego typem Flyvefisken. Były to innowacyjne niewielkie jednostki, które można było przystosować do pełnienia zadań patrolowych, uderzeniowych (kutrów rakietowo-artyleryjskich), zwalczania okrętów podwodnych, niszczenia min lub stawiania min, w zależności od zainstalowanych modułów uzbrojenia. Okręt został zamówiony w stoczni Danyard A/S w Aalborgu w ramach pierwszej serii siedmiu jednostek 27 lipca 1985 roku.
Umowne położenie stępki „Flyvefisken” miało miejsce 15 sierpnia 1985 roku. Wykonanie samego kadłuba zostało podzlecone szwedzkiej stoczni w Karlskronie. Okręt wodowano 2 kwietnia 1986 roku. Wszedł on do służby 19 grudnia 1989 roku, jako pierwszy z 14 okrętów typu. 

## Opis
Okręty typu Flyvefisken miały kadłub wykonany z kompozytów z włóknem szklanym (GRP). Wyporność pełna wynosiła 488 ton (480 ts). Długość wynosiła 54 m, szerokość 9 m, a zanurzenie 2,5 m.
Uzbrojenie i wyposażenie specjalne było montowane w zunifikowanych modułach w czterech gniazdach: jednym na pokładzie dziobowym i trzech na rufowym. Na dziobie montowano automatyczną armatę uniwersalną kalibru 76 mm OTO Melara 3 in/62 Super Rapid. W wariancie uderzeniowym można było zamontować za nadbudówką moduł z dwoma poczwórnymi wyrzutniami pocisków przeciwokrętowych Harpoon oraz moduł z dwoma wyrzutniami torped kalibru 533 mm. Stosowano kierowane przewodowo samonaprowadzające się torpedy FFV typ 613, a od 2001 roku także lekkie torpedy przeciwpodwodne MU90 Impact. Uzbrojenie uzupełniały dwa karabiny maszynowe kalibru 12,7 mm. Opcjonalnie można było przenosić cztery bomby głębinowe albo w wariancie stawiacza min, 60 min morskich. 
Do samoobrony przeciw lotnictwu we wszystkich wariantach wyposażenia można było zastosować moduł z trzema podwójnymi wyrzutniami Mk 48 Mod 3 dla sześciu rakiet przeciwlotniczych krótkiego zasięgu Sea Sparrow. Moduły te zostały zamówione w listopadzie 1993 roku. Od 2002 roku stosowano także wyrzutnie dla 12 rakiet.
W wariancie przeciwpodwodnym stosowano sonar holowany Thomson Sintra TSM 2640 Salmon. Ponadto okręt był wyposażony w sonar kadłubowy CelsiusTech CTS-36/39. W wariancie niszczyciela min można było zastosować system przeciwminowy Ibis 43 z pojazdami podwodnymi Bofors Double Eagle ROV Mk I lub Mk II. Okręt wówczas współpracował z bezzałogowymi kutrami SAV z sonarami holowanymi Thomson Sintra 2054.
W służbie litewskiej uzbrojenie ograniczono do armaty uniwersalnej 76 mm OTO Melara i dwóch karabinów maszynowych 7,62 mm.
Okręty miały radar dozoru ogólnego Plessey AWS-6, zastępowany przez Telefunken TRS-3D. Ponadto miały radar dozoru nawodnego Terma Scanter Mil i radar nawigacyjny Furuno. W litewskiej służbie zachowano tylko dwa ostatnie radary. Do kierowania ogniem służył radar CelsiusTech 9LV 200 Mk 3 wraz z systemem optronicznym. W służbie litewskiej zastosowano system optroniczny Selex NA 18 Medusa.
Napęd był pierwotnie w systemie CODAG, składający się z turbiny gazowej GE LM 500 mocy szczytowej, o mocy 5450 hp, poruszającej środkowy wał śruby, i dwóch silników wysokoprężnych MTU 16V 396 TB 94 o mocy łącznej 5800 hp, pracujących na zewnętrzne wały śrub. Łącznie okręt miał trzy śruby o regulowanym skoku. W Litwie napęd stanowiły tylko dwa silniki wysokoprężne o mocy 5800 hp, napędzające dwie śruby. Prędkość maksymalna wynosiła 30 węzłów, a na silnikach 20 w; w toku służby w Litwie podawana jest prędkość 18 w. Zasięg wynosił 2400 Mm przy prędkości 18 w. Okręt miał też napęd pomocniczy w postaci silników hydraulicznych napędzających zewnętrzne wały, dla których czynnik roboczy zapewniały pompy napędzane silnikiem wysokoprężnym GM 12V-71 o mocy 500 hp. Napęd hydrauliczny pozwalał na osiąganie prędkości 10 w

## Służba
Okręt wszedł do służby w Królewskiej Marynarce Duńskiej 19 grudnia 1989 roku. Został nazwany „Flyvefisken” (latająca ryba), jako kolejny okręt o tej nazwie. Nadano mu numer burtowy P 550.
W 2005 roku okręt został wycofany z czynnej służby. W kwietniu 2007 roku Dania zawarła porozumienie z Litwą o sprzedaży jej dwóch okrętów tego typu, z tego pierwszy wytypowano najstarszy „Flyvefisken”. Został on następnie poddany rocznemu remontowi z dostosowaniem do nowej służby.
30 maja 2008 roku dawny „Flyvefisken” został jako pierwszy wcielony do Litewskiej Marynarki Wojennej. Otrzymał nazwę „Žemaitis” (Żmudzin), z numerem burtowym P 11, noszoną wcześniej przez  korwetę. W służbie litewskiej ograniczono zestaw wyposażenia wymiennego do armaty i modułu z żurawiem na rufie oraz zredukowano siłownię do dwóch silników, napędzających dwie śruby. 
Okręt brał udział w manewrach międzynarodowych, przede wszystkim największych cyklicznych czerwcowych manewrach państw NATO na Bałtyku BALTOPS (w tym w latach: 2012 i 2015).